# Hagenbachia columbiana
Hagenbachia columbiana är en sparrisväxtart som beskrevs av Robert William Cruden. Hagenbachia columbiana ingår i släktet Hagenbachia och familjen sparrisväxter.
Artens utbredningsområde är Colombia. Inga underarter finns listade i Catalogue of Life.